# شمولية جنسية
الشمولية الجنسية (بالإنجليزية: Pansexuality)‏ هي انجذاب جنسي، حب رومانسي أو جاذبية عاطفية تجاه أشخاص من أي جنس أو جندر. الأشخاص جامعيو الجنس قد يشيروا إلى أنفسهم على أنهم أعمى بين الجنسين, مؤكدا أن الجنس والجندر غير مهمين أو غير ذات صلة في تحديد ما إذا كان سوف ينجذب جنسيا إلى الآخرين.
و يمكن اعتبار الجامعة الجنسية توجها جنسيا في حد ذاته أو مجموعة فرعية من ازدواجية الميول الجنسية، للإشارة إلى الهوية الجنسية البديلة. لأن الأشخاص الجامعيون منفتحون على العلاقات مع الناس الذين لا يعرفون بدقة كما الرجال أو النساء لذا ترفض الجامعة الجنسية الجنس الثنائي، و«فكرة اثنين من الجنسين وفي الواقع من تحديد التوجهات الجنسية»، وغالبا ما يعتبر مصطلح أكثر شمولا من ازدواجية الميول الجنسية. إلى أي مدى مصطلح ازدواجية الميول الجنسية غير شامل بالمقارنة مع مصطلح الجامعة الجنسية يثير جدل داخل مجتمع المثليين و خاصة مجتمع مزدوجي الميول الجنسية.

علم فخر الأشخاص الجامعيون الجنسيين